# Station Gravigny - Balizy
Gravigny - Balizy is een station met een tramtrein bediend door Tramlijn 12 van de Tram van Île-de-France gelegen in de Franse gemeente Longjumeau in het departement Essonne.
Voor december 2023 werd het station bediend door lijn C van het RER-netwerk.